# ریکاردو زونیگا کاراسکو
ریکاردو زونیگا کاراسکو (اسپانیایی: Ricardo Zúñiga Carrasco‎؛ زادهٔ ۱۷ سپتامبر ۱۹۵۷) دوچرخه‌سوار اهل اسپانیا است. وی در مسابقات تور دو فرانس شرکت کرده است.